# Dongseon-dong
Dongseon-dong (koreanska: 동선동) är en stadsdel i Sydkoreas huvudstad Seoul. Den ligger i stadsdistriktet Seongbuk-gu nordöst om centrala Seoul.